# Alex Baumann
Alexander Baumann (* 21. dubna 1964, Praha) je kanadský plavec a olympijský medailista českého původu.

## Život a kariéra
Narodil se v Praze, odkud v roce 1969 v jeho pěti letech rodiče po invazi vojsk Varšavské smlouvy odešli do Kanady.
V roce 1982 se seznámil se svou budoucí manželkou, australskou plavkyní Tracey Taggartovou.
Získal dvě zlaté olympijské medaile, obě na olympijských hrách v Los Angeles roku 1984 a obě v polohovém závodě, na 200 a 400 metrů. Je též držitelem stříbrné a bronzové medaile z mistrovství světa.
V letech 2012–2017 byl šéfem novozélandského plaveckého týmu. Od roku 2017 žije s manželkou a dvěma dětmi v Austrálii, kde krátce v roce 2021 vedl národní plavecký tým.